# Hyalomma arabica
Hyalomma arabica är en fästingart som beskrevs av Pegram, Hoogstraal och Wassef 1982. Hyalomma arabica ingår i släktet Hyalomma och familjen hårda fästingar. Inga underarter finns listade i Catalogue of Life.